# Plioplatecarpus

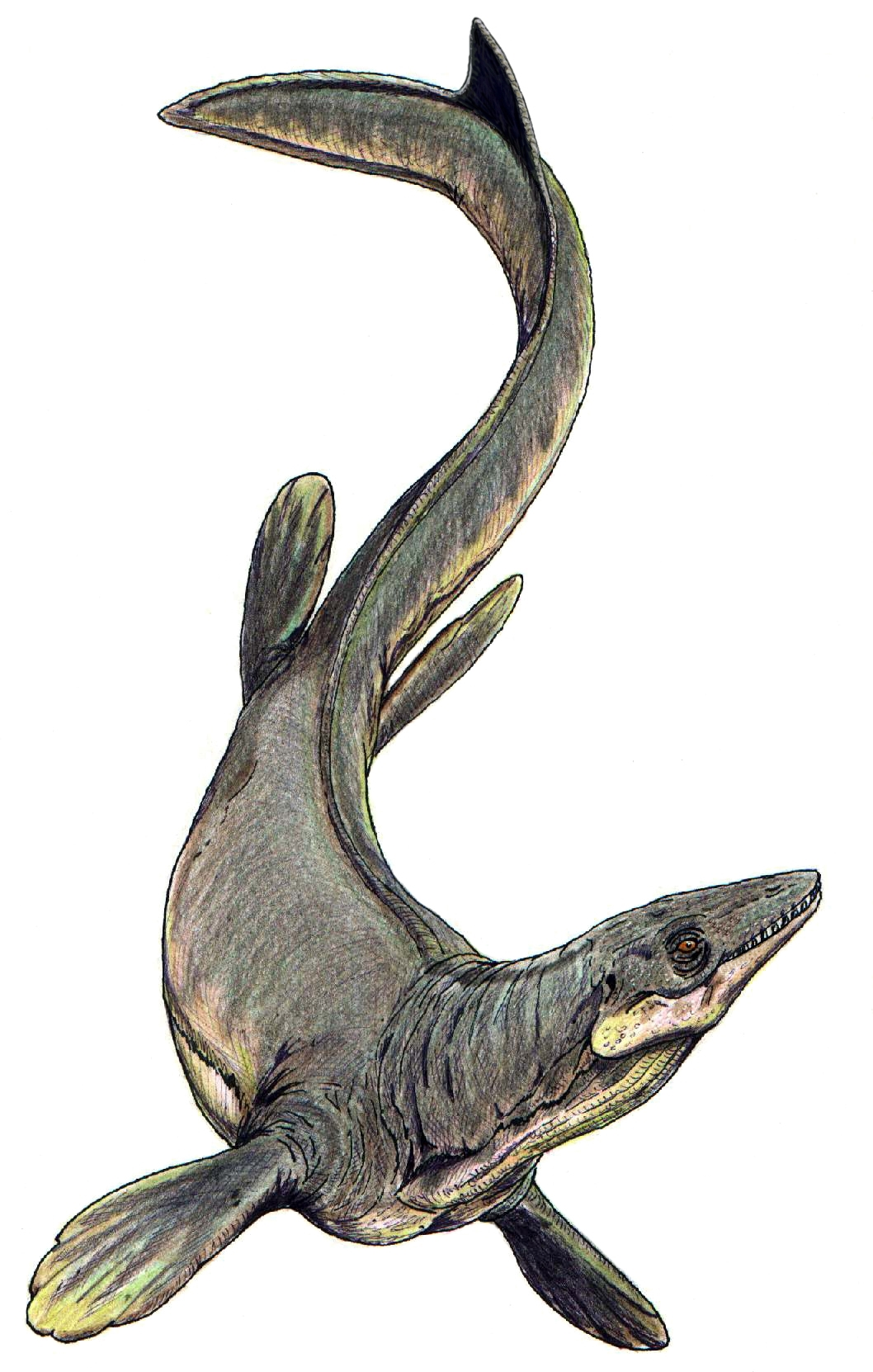
Реконструкція

Plioplatecarpus — рід мозазаврів. Як і всі мозазаври, він жив у пізньому крейдяному періоді, приблизно 73–68 мільйонів років тому. Plioplatecarpus був мозазавром середнього розміру, з P. marshi розміром 5.5 метрів і P. houzeaui розміром 5–6 метрів.
У 1999 році Холмс і його колеги описали неповний зразок Plioplatecarpus з неморських родовищ, припускаючи, що цей рід міг потрапити в прісноводні та гирлові місця проживання. Хоча описувачі Pannoniasaurus вважали це «стохастичним явищем без екологічних наслідків», Тейлор і його колеги в 2021 році вважали, що цей зразок і Pannoniasaurus безпосередньо підтримують «заселення мозазавром прибережних і річкових середовищ».